# Андреј Јуродиви
Андреј Јуродиви, познат и као Андреј Цариградски, православни је светитељ и јуродиви из 10. века.
Био је словенског порекла. Као млад продат је као роб у Цариграду. Купио га је племић по имену Теогност. Он га је заволео и о свом трошку школовао.
Пошто је прихватио аскетски облик јуродивости Теогност га је пустио на слободу као умоболног.
Андреј је као јуродиви живео без крова и уточишта. Ноћевао је на пољу, ишао полунаг, у издртој хаљини, јео је мало хлеба када би му уделили. Од онога што је примао он је делио просјацима.
У црквеном предању је познат по описима виђења Царства небеског и највиших небеских Сила, самог Господа Христа и Пресвете Богородице.
Умро је 911. године.
Православна црква га прославља 2. октобра по јулијанском календару.